# اوکسانا کشچیشینا
اوکسانا کشچیشینا (اوکراینی: Оксана Михайлівна Кащишина؛ زادهٔ ۱۵ فوریهٔ ۱۹۷۸) دوچرخه‌سوار اهل اوکراین است. وی همچنین از دوچرخه‌سواران بازی‌های المپیک تابستانی ۲۰۰۸ بوده‌است.

## زندگی
کشچیشینا در دنیپرو زاده شد.